# Fernando Alessandri
Fernando Alessandri Rodríguez (Santiago, 21 de mayo de 1897-ibídem, 27 de marzo de 1982) fue un abogado, profesor y político chileno. Destacó en su labor académica en la Universidad de Chile, fue senador electo en 1934 y reelecto en 1937, 1945, 1953 y 1961, fue presidente del Senado y candidato a la presidencia de la República.

## Biografía

### Infancia
Hijo de Arturo Alessandri, Presidente de Chile, y Rosa Ester Rodríguez, hermano de Arturo, destacado civilista y Jorge Alessandri, Presidente de la República entre 1958-1964.
Realizó sus estudios primarios y secundarios en el Instituto Nacional. En 1914 ingresó a estudiar Leyes en la Escuela de Derecho de la Universidad de Chile; se tituló de abogado el 18 de octubre de 1919; la memoria de prueba se tituló "La hipoteca en la legislación chilena". 

### Matrimonios e hijos
Casado por primera vez en 1924, con Olga Lyon Vial, tuvieron un hijo, Fernando, que falleció a la edad de tres años; y en segundo matrimonio, con Juanita Izquierdo Huneeus, en el año 1954, quien lo acompañó el resto de su vida. 

### Carrera académica
Profesor de Derecho Procesal de la Facultad de Derecho de la Universidad de Chile y tratadista. Se jubiló en 1966 de su puesto de profesor.

### Carrera política
Militante del Partido Liberal. Fue elegido Senador, en elección complementaria por la 1a Agrupación Provincial de Tarapacá y Antofagasta en 1934. Logró la reelección en 1937, 1945, 1953 y 1961. 
Fue  candidato en elección presidencial de 1946, en representación del Partido Liberal y apoyado por otros partidos menores. Obtuvo el tercer lugar de la votación, con 131.023 sufragios, equivalentes al 27,34% del total.
Sucedió a su padre en la Presidencia del Senado de la República, ostentando tal cargo entre 1950 y 1958.

### Últimos años de vida
Además de todas sus actividades, escribió manuales de estudio y otras obras de Derecho. 
Tuvo algunos reconocimientos públicos- un poco tardíos- pero que no dejaron de ser importantes para él, como por ejemplo en 1977, se le rindió un homenaje como profesor emérito, reconociéndose así su labor, como jurista y profesor en la Universidad de Chile. 
Falleció víctima de una enfermedad, que le comprometió el aparato circulatorio y respiratorio y desembocó en una insuficiencia renal. A sus exequias asistieron personas de todo ámbito, gubernamentales, judiciales, académicas, ex parlamentarios, antiguos alumnos; todos, encabezados por sus hermanos sobrevivientes y parientes cercanos. Esta enterrado en la bóveda familiar en el Cementerio General de Santiago.